# 未来予報2011
『未来予報2011』（みらいよほう2011）は日本テレビで放送されていたバラエティ番組。
2006年4月6日放送開始。放送時間は毎週木曜日の24時20分（JST）～24時50分の30分番組。2006年10月5日からは『未来予報201x』としてリニューアルした。
NTTドコモ一社提供。番組終了後の現在では「トシガイ」に引き継がれている。

## 概要
2011年に新東京タワーが完成するときに自分が何をしているのかを予報する。毎回登場する旬な有名人が未来図書館（スタジオ）に登場し、未来予報士に予報してもらう。そして、その有名人の未来予報書というものが出され、2011年に自分が何をしているのかが分かる。予報結果は2011年までの間に起こる、予報書と関係ある出来事と照らし合わせたものである。

## 出演者
館長
- 福澤朗

秘書
- 浅見れいな

未来予報士と予報士
- 未来予報士：有田哲平（くりぃむしちゅー）、木村祐一、春風亭小朝、渡部建（アンジャッシュ）
- 予報士：青木謙知、如月まどか、有賀明美、井手光裕、江川達也、大岩根成悦、大口克人、加藤克明、岸紅子、小石原はるか、設楽洋、柴田陽子、島田直明、高城剛、坪田敦史、舟坂和子、松本英雄、山本恵美

## スタッフ
- 企画・構成：小山薫堂
- 構成：内田ぼちぼち、近藤祐次、ヒロハラノブヒコ、塩沢航
- リサーチ：フルタイム
- ナレーター：野引香里
- 美術協力：日テレアート
- 技術協力：池田屋、オムニバス・ジャパン
- 制作協力：ブームアップ
- ディレクター：中津雄太、川俣和也、藤野大作、阿部さちよ
- 演出：加藤孝司
- プロデューサー：森實陽三、小川明人
- チーフプロデューサー：梅原幹
- 製作著作：日テレ